# タイベック

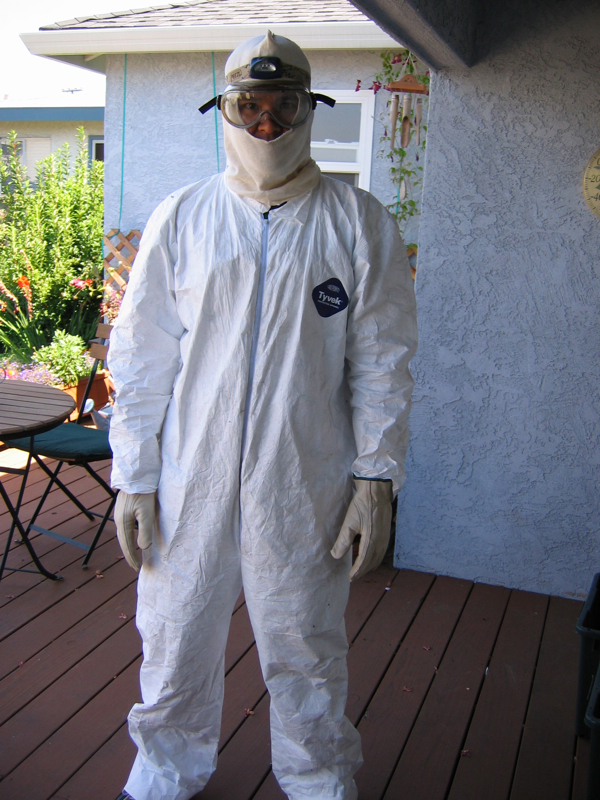
タイベック製の化学防護服

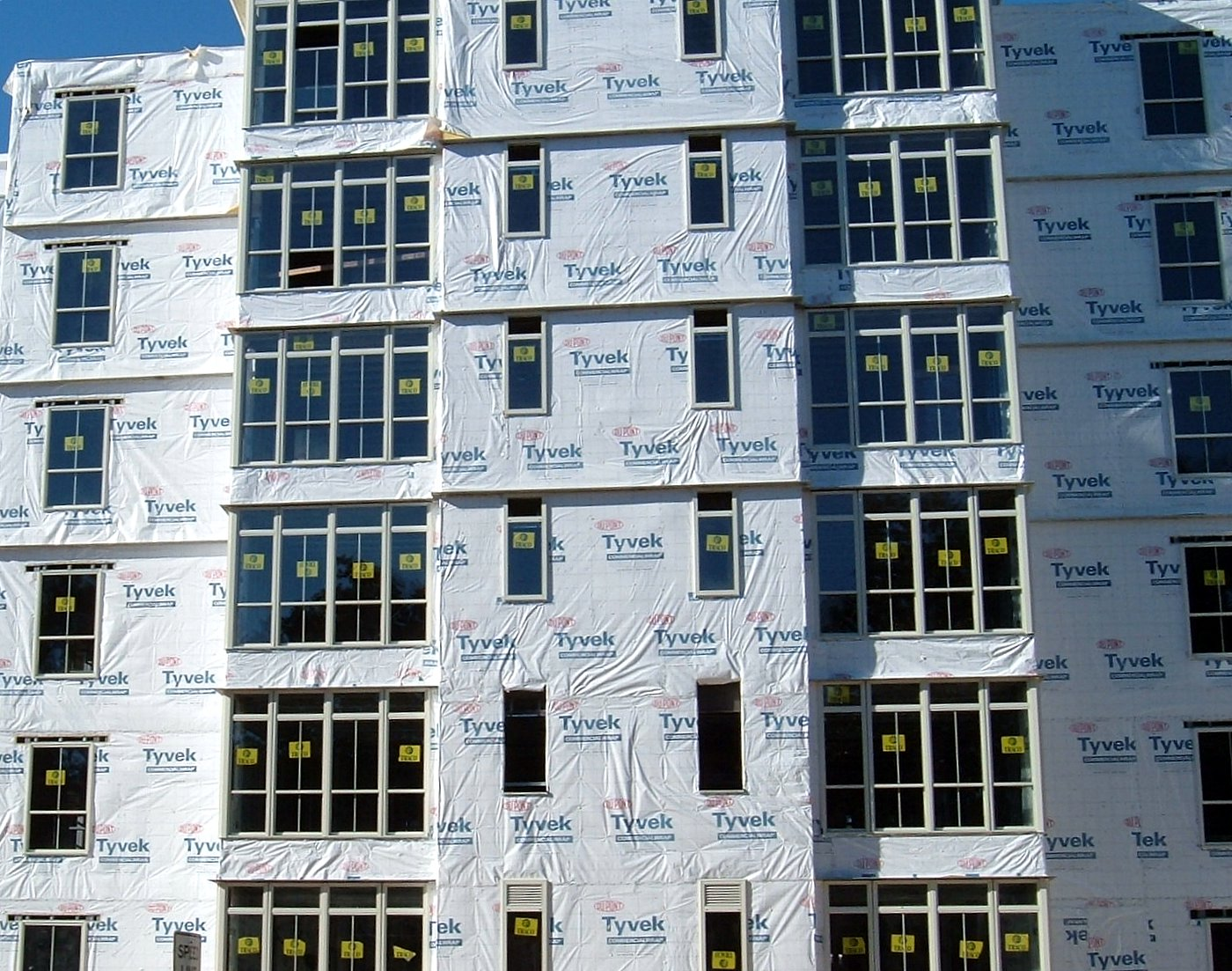
建設中のビル

タイベック（Tyvek®︎）（タイヴェック）とは、化学系複合企業デュポンが開発した高密度ポリエチレン繊維不織布であり、その登録商標である。
用途として、化学防護服、屋内の湿度を屋外に逃がし雨などの水を防ぐ壁材である透湿防水シートのほか、アメリカ合衆国郵便公社の速達封筒、衣類、合成紙、科学・医療・農業分野など多様な使われ方をされている。

## 歴史
1955年にデュポンの布分野の会社 Jim White によって発明された。その発見から一年以内に特許が取得され、その後の数年間は性質と生産のための研究が行われた。1965年に商標登録され、1967年4月に商業展開するようになった。

## 特性
紙のように印刷可能だが、紙と共にリサイクルすることは出来ない。リサイクルする場合はプラスチックとして扱われる。化学薬品やウイルスや汚染血液などに対して特に防護力を持ち、耐久性と洗浄性も高い。医療関係の滅菌処理で使われるガンマ線照射や酸化エチレンガスなどにも耐える。

## 用途
紙の代わり
- 紙幣 - コスタリカ、マン島、ハイチ
- 運転免許証 - ニュージーランド
- ビザバンド - 接着部で止める部分に切り込みを入れた印刷を行い、外す目的で切断・引き裂きを行うと再度の利用ができないことを利用して、イベント類の入場・支払の証明（入場時や一時退出時に確認）などに用いられることがある。カッター類を使わない場合は接着部以外において引き裂きに強い素材であることと、水濡れに強いことから採用されている。

個人防護具（PPE）
タイベックで作られたつなぎは、機械作業者、化学関係従事者、医療関係者、クリーンルーム内作業者などに利用されている。つなぎの作業着は放射線作業にも使われるが、それらに対して十分な保護機能は持っていない。そういった物を扱う場合は、タイベックにポリマーコーティングなどを施し防護能力を高めたデュポン社の製品ブランドであるタイケムというCBRNE（生物・化学・核・放射性物質・爆発物）対応の装備が使用される。
世界的な新型コロナウイルス感染症の流行 (2019年-)によって多くの場所でタイベックの医療用装備が不足した。デュポン社は、通常一回きりの使い捨てを想定している。しかし、デュポン社は新型コロナウイルスはタイベックの表面にしかつかないので、内部まで汚染されている疑いがある場合や破れや外面の変質などが無ければ、適切なクリーニング・消毒の上で、現場の責任の下、数回の再利用が可能であるとして、以下のクリーニング・消毒法を案内している。
```
* クリーニングには、温水、中性の食器用洗剤、柔らかいブラシを使用して、外面の汚れを取り除くこと
* 消毒に関する
アメリカ疾病予防管理センター
のガイドラインに従って、希釈された家庭用漂白剤、70％以上のアルコールを含むアルコール溶液、および
米国環境保護庁
（EPA）に登録している一般的な家庭用除菌洗浄剤がタイベック外面の消毒に効果的である。
* 
EPA登録抗菌製品でアメリカ化学工業協会が新型コロナウイルスに効果があるとしているリスト
の中の希釈した
過酸化水素
か
次亜塩素酸ナトリウム
を使用したものが外面の消毒に使用可能である。使用には製品の説明や抗菌製品の製造元に従って使用すること。
* 衣類をきれいな真水で十分にすすぎ、乾かしてください。
```